# Železniční trať Pňovany–Bezdružice

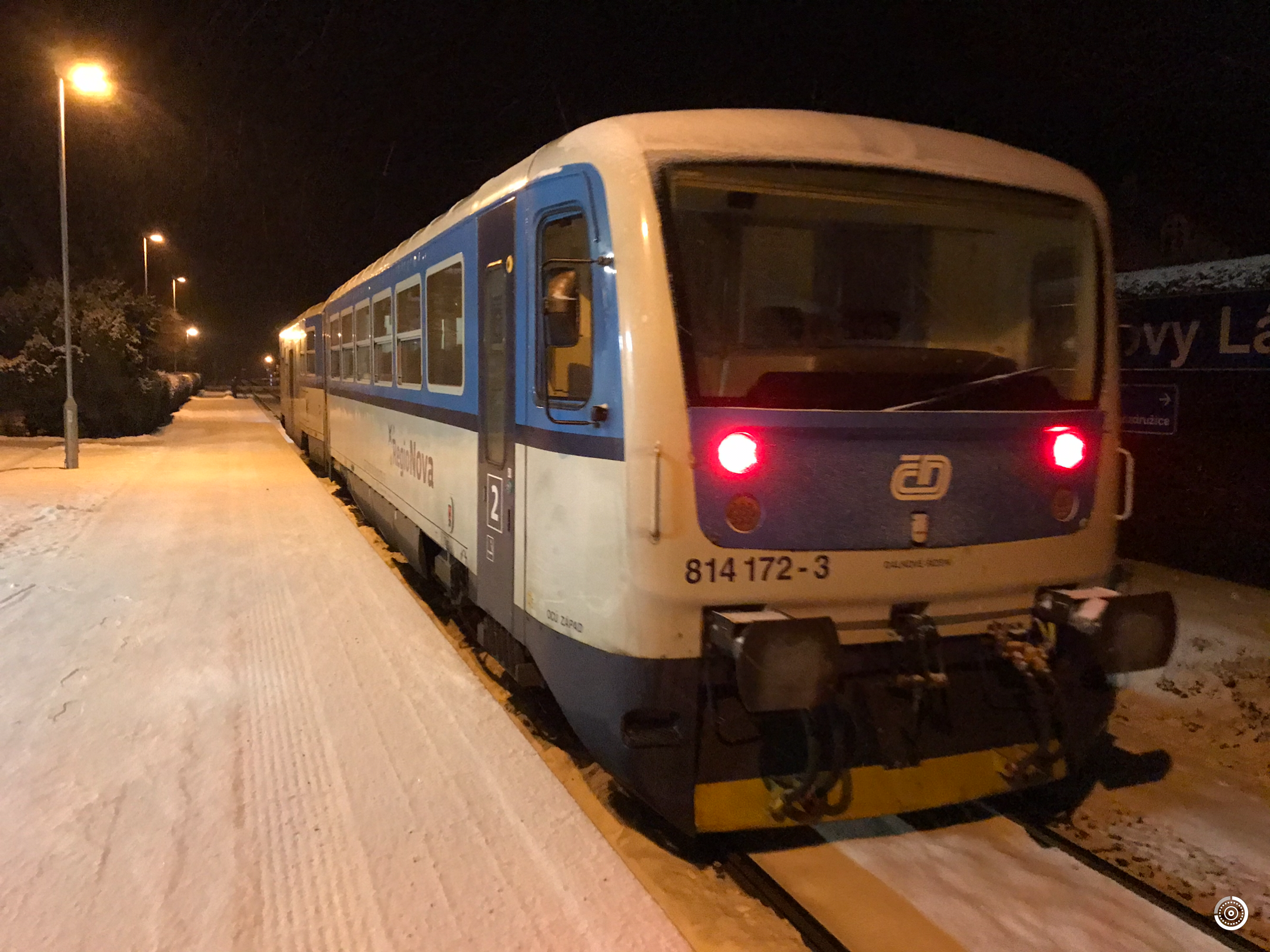

Železniční trať Pňovany–Bezdružice (v jízdním řádu pro cestující označená číslem 177) je jednokolejná regionální trať z Pňovan do Bezdružic, dokončená v roce 1901. Provoz pravidelných osobních vlaků objednává Plzeňský kraj a jejich dopravu zajišťují České dráhy.
Největší stavbou je most přes údolí řeky Mže u Pňovan, dlouhý 210 metrů a vysoký téměř 50 metrů. Zpočátku na trati jezdily pouze tři páry parních, smíšených, nákladních vlaků s přepravou cestujících. Původně soukromá dráha byla zestátněna a převedena pod Československé státní dráhy v roce 1925. V roce 1930 začaly na trati jezdit motorové osobní vozy, které provoz zrychlily a zhospodárnily. Poslední nákladní parní vlak projel po trati roku 1969.
V roce 2018 byla zahájena celková rekonstrukce mostu přes údolí přehrady Hracholusky. Most byl ve velmi špatném technickém stavu a dokonce hrozilo zastavení provozu. Všechna tři mostní pole byla vyměněná za nová, celosvařovaná. Výměna probíhala unikátní metodou, kdy bylo nové navezeno na staré a následně se obě mostní pole spojila a otočila kolem své osy. Z tohoto důvodu byla v polovině července 2018 byla na trati zahájena nepřetržitá výluka, která trvala až do konce dubna 2019. Provoz na trati řídí dirigující dispečer dle předpisu D3 z Plzně
Provoz na trati

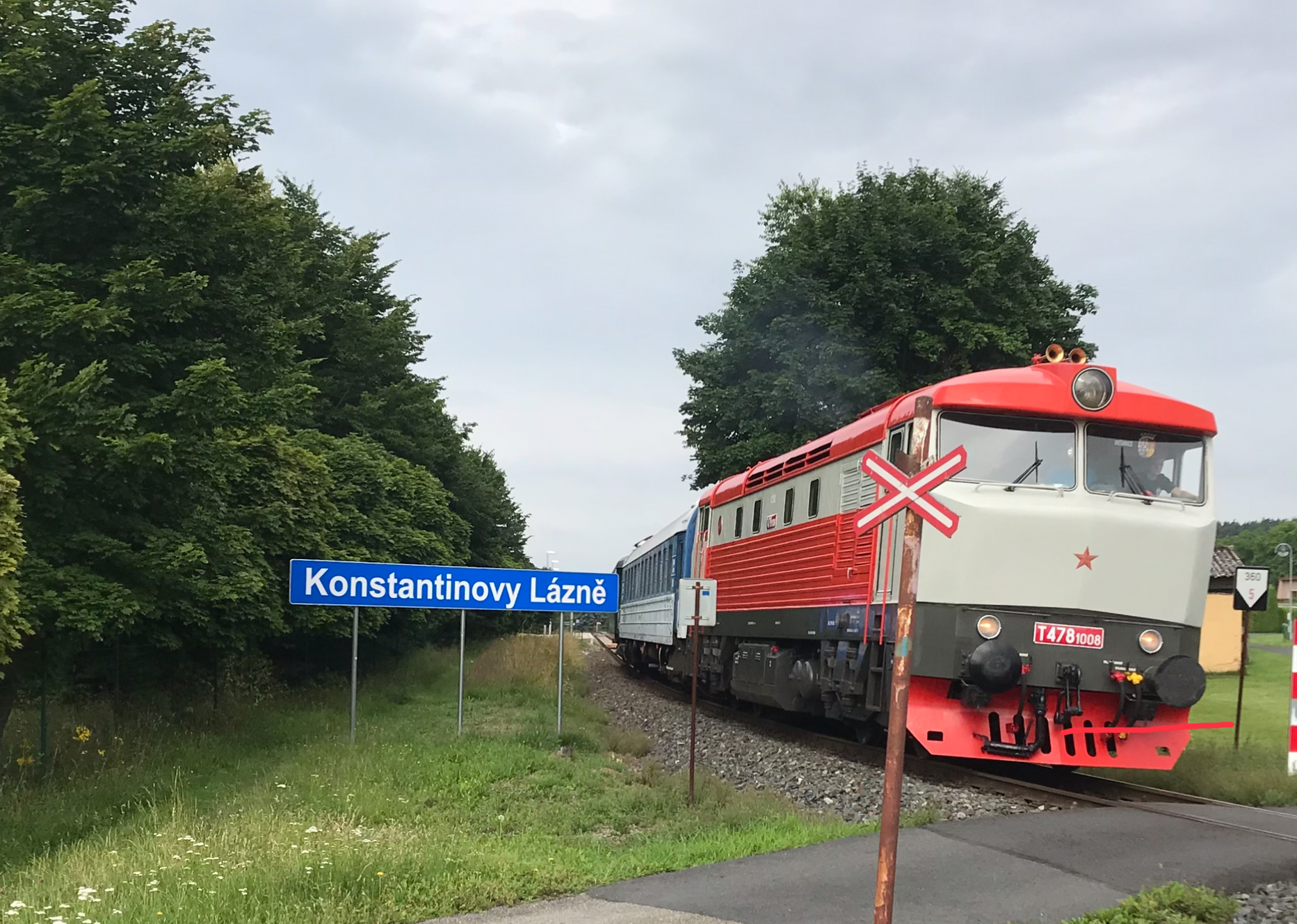
Historická lokomotiva Bardotka

P13 Radnice - Plzeň - Berdružice, 8 párů vlaků, dopravce České Dráhy, motorové vozy 842 a 847 RegioFox
Od prosince roku 2023 jezdí na trati přímé vlaky Radnice - Plzeň–Pňovany–Bezdružice, po řadě let vlaky začaly doprovázet průvodčí. 
Na trati je silná rekreační doprava, protože ekologicky čistá krajina kolem Konstantinových Lázní a Bezdružic je vyhledávaným cílem cest turistů. 

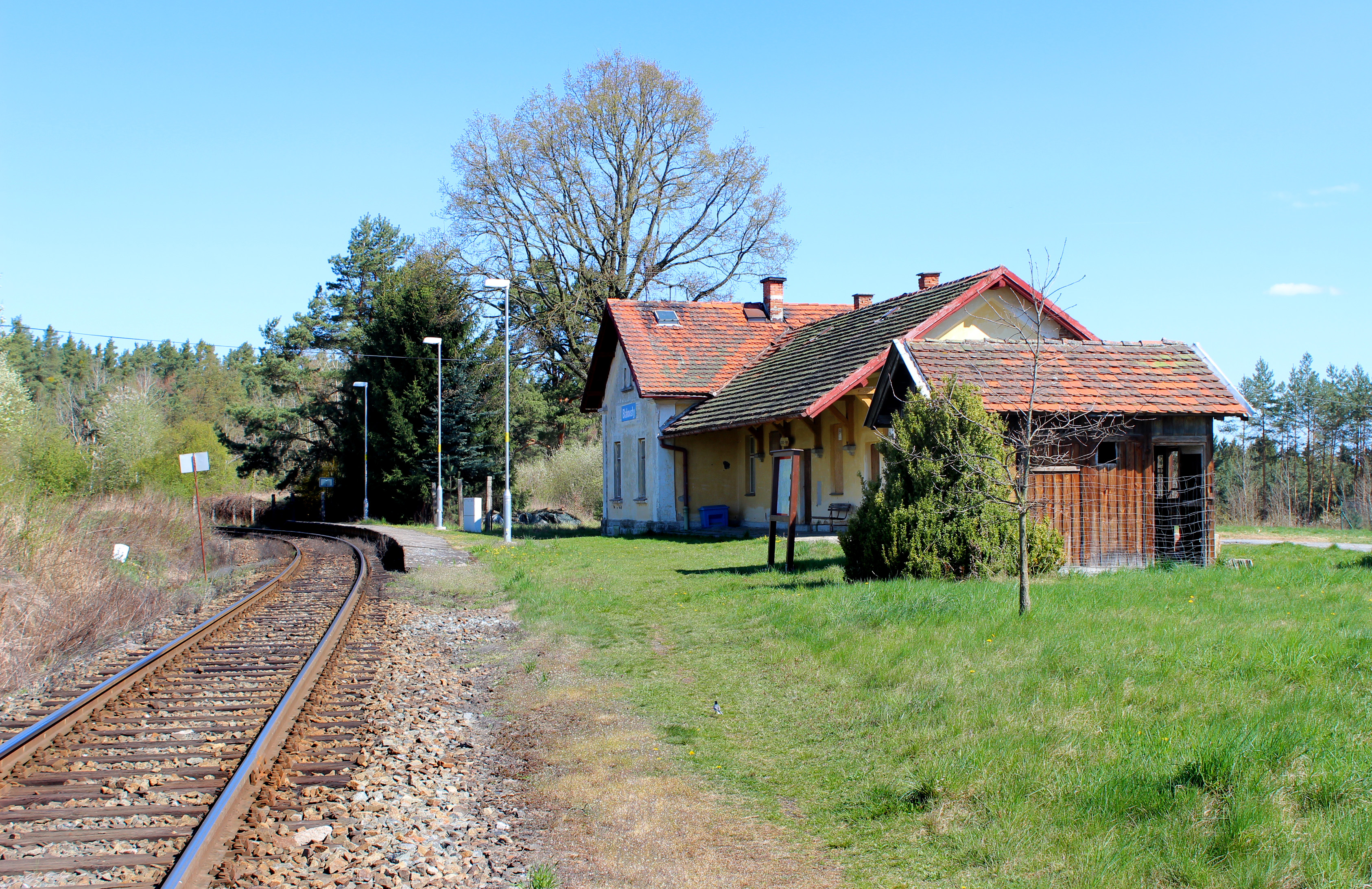
Zastávka v Blahoustech

V létě se koná na trati tzv. Bezdružické parní léto, což jsou dva víkendy, kdy je na trati provozován parní vlak, jeden víkend v červenci, jeden v srpnu. K tomu je zajištěn kulturní program. Součástí je i pochod za dostavbu trati do Teplé, o které se uvažovalo již krátce po vybudování trati a později po Mnichovské dohodě, kdy se celá trasa trati stala součástí Třetí říše. Tato dostavba měla propojit stávající trať s tratí z Mariánských Lázní do Karlových Varů, a zkrátit tak železniční propojení Plzně a Karlových Varů.
Ve dnech 16. a 17. července 2011 proběhla oslava 110 let trati.

## Navazující tratě
V Pňovanech na Bezdružickou lokálku navazuje železniční trať Plzeň–Cheb.

## Stanice a zastávky

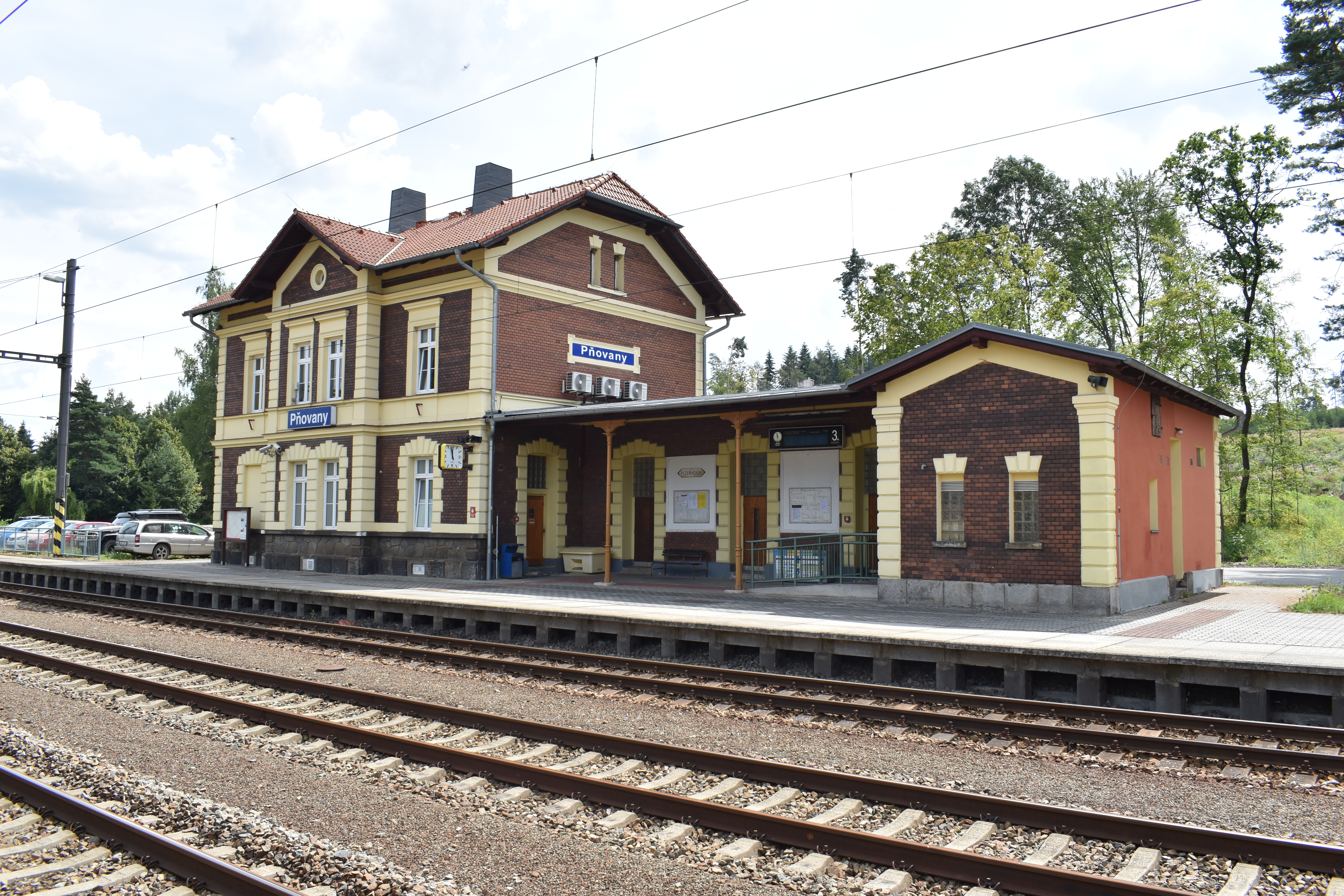
Pňovany
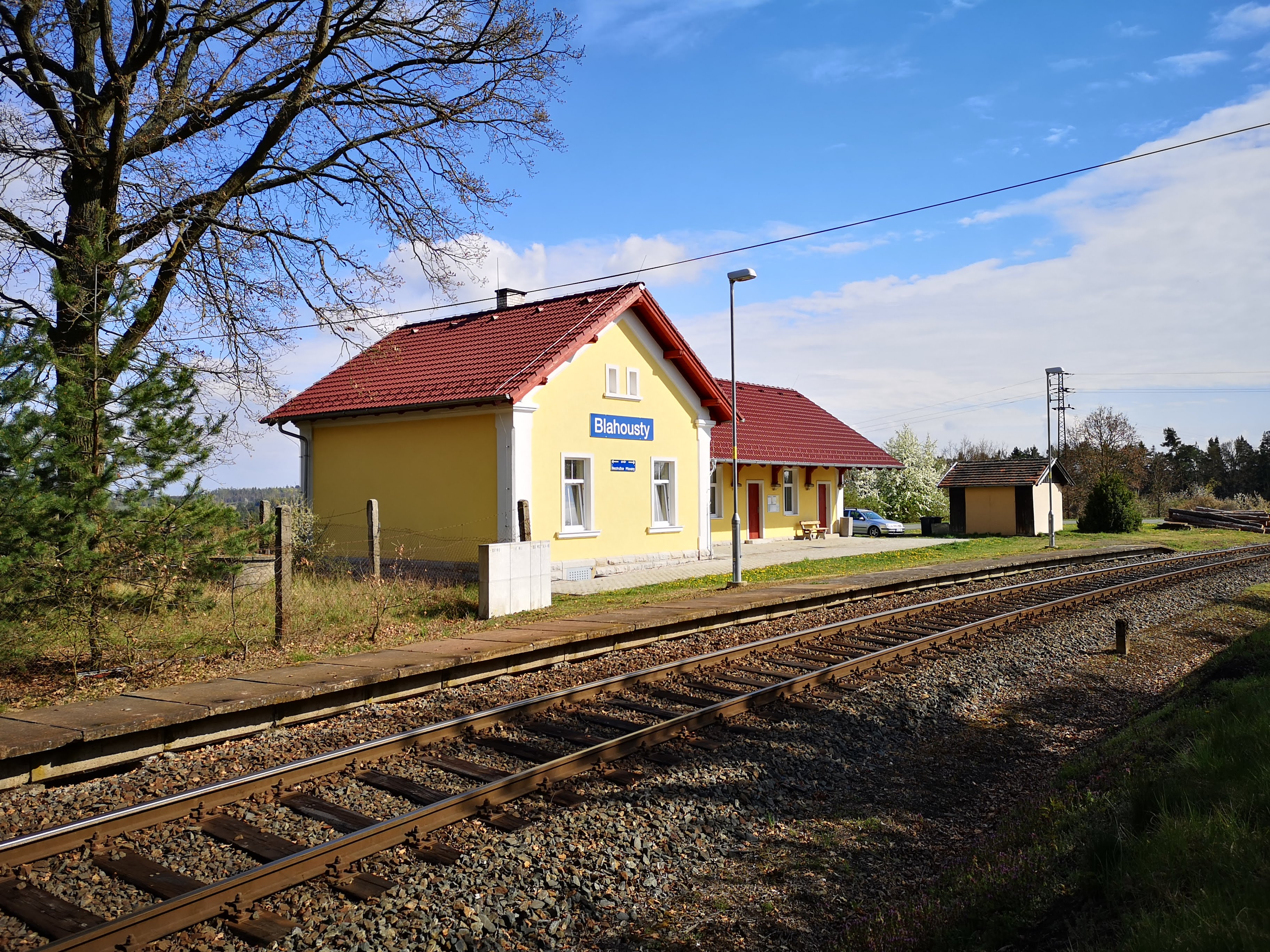
Blahousty
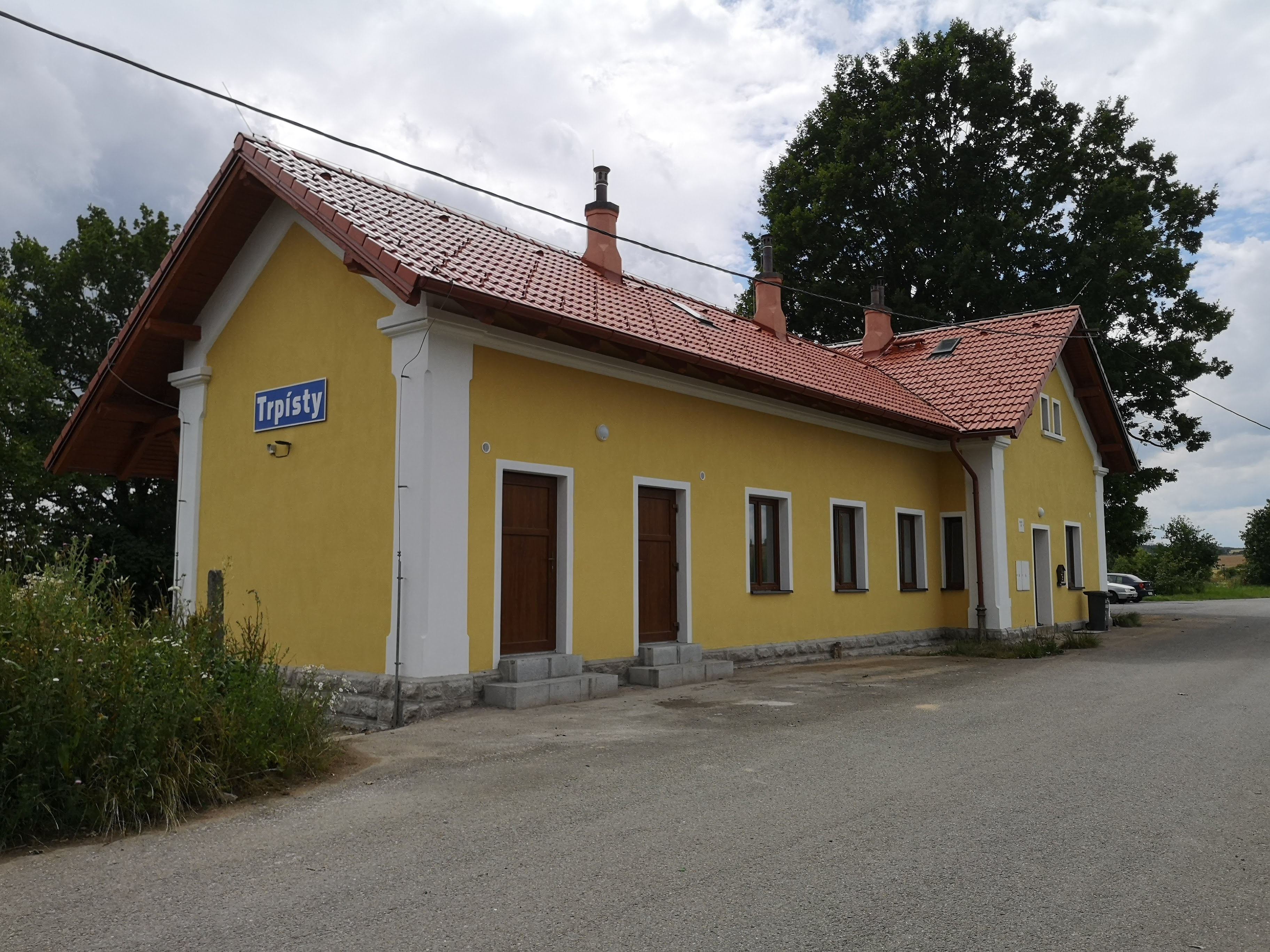
Trpísty
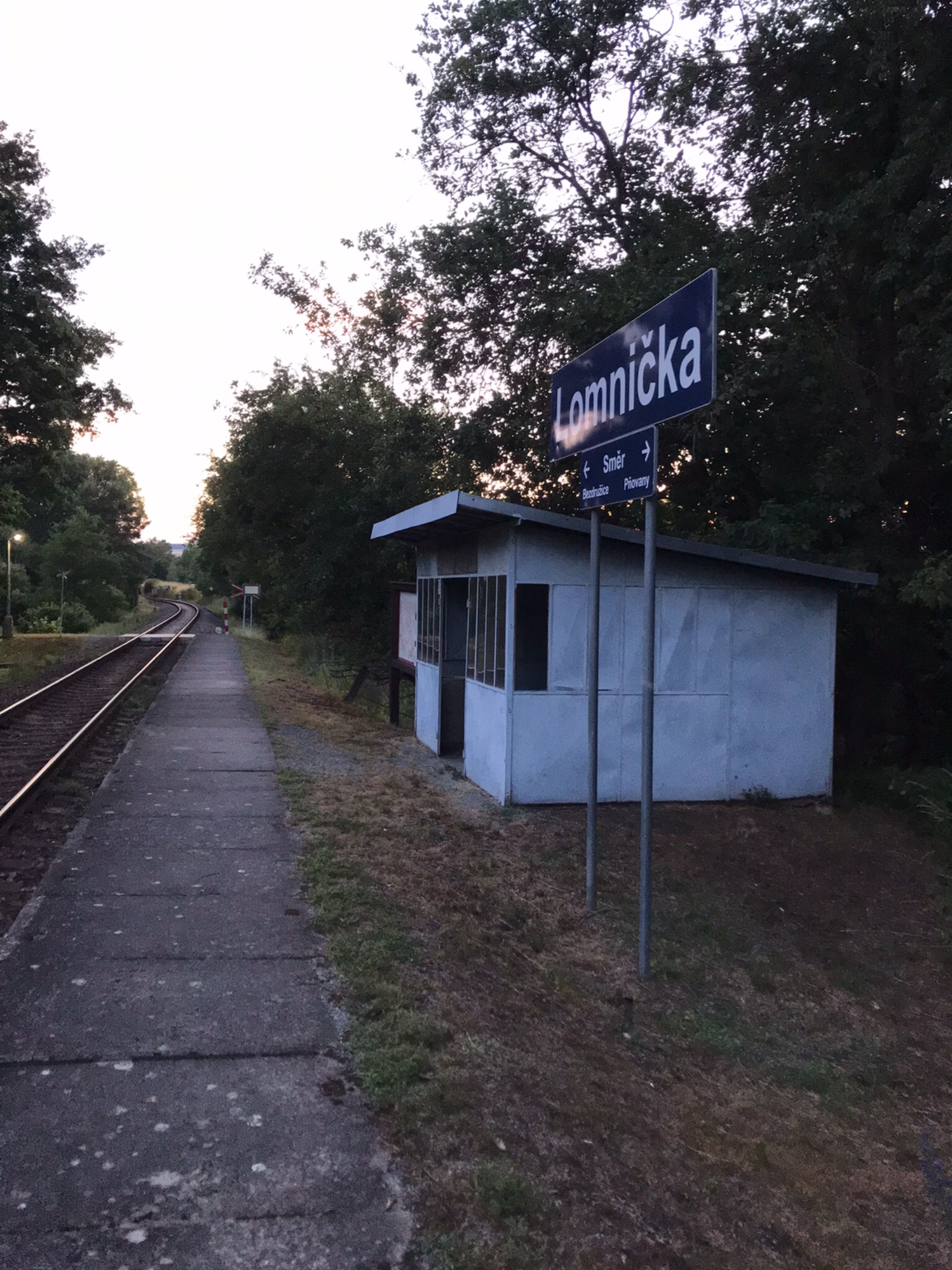
Lomnička
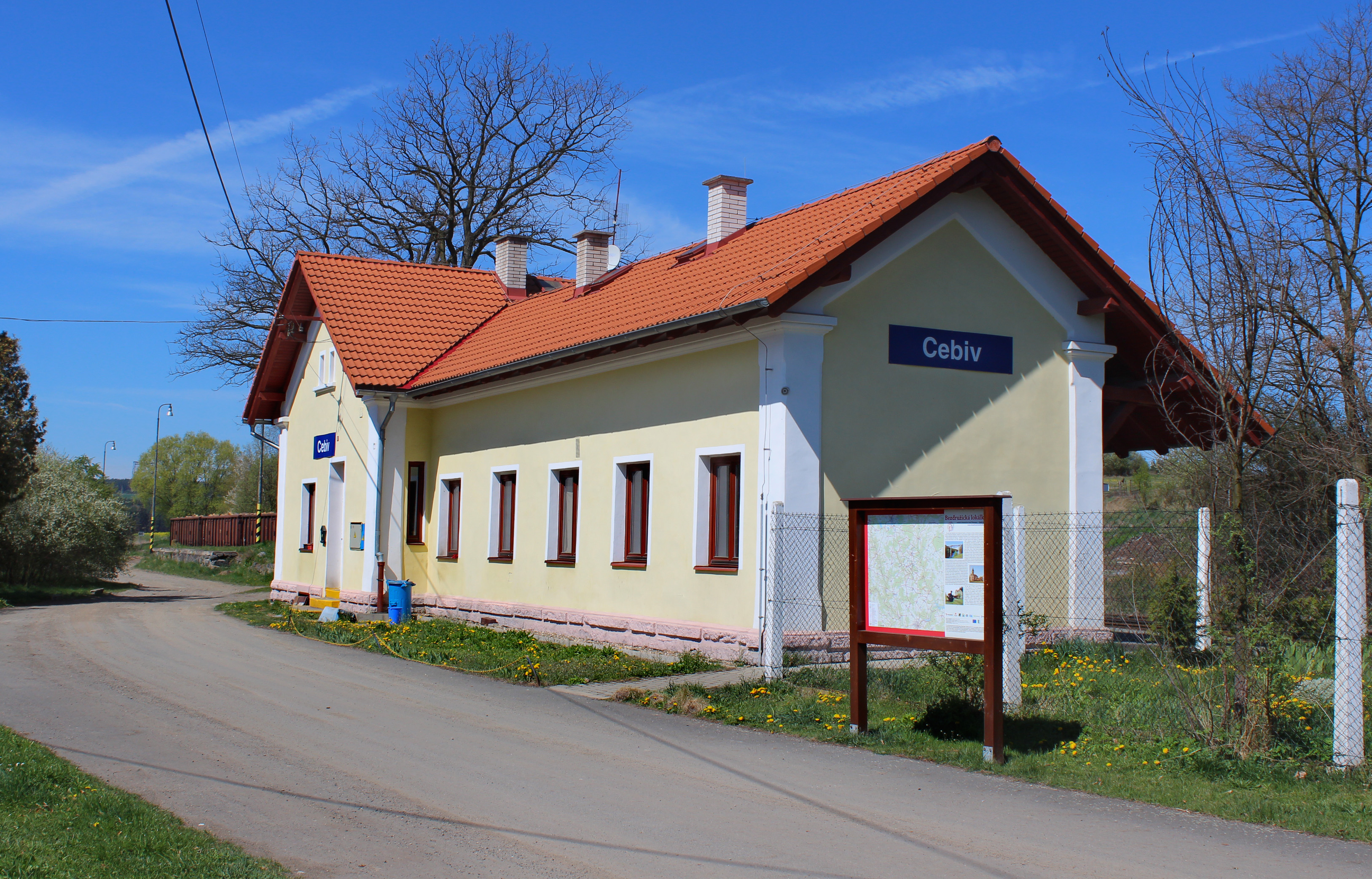
Cebiv
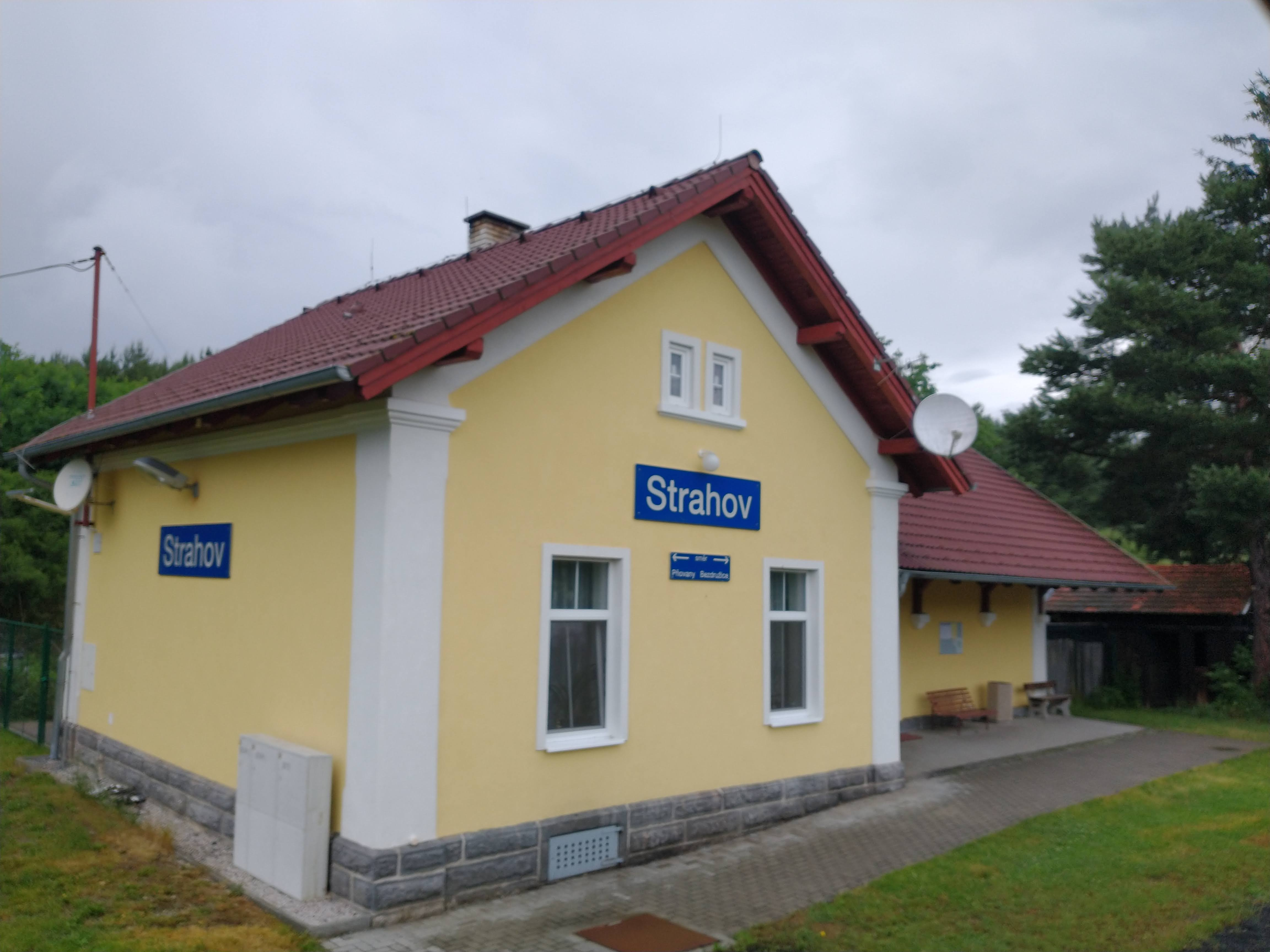
Strahov
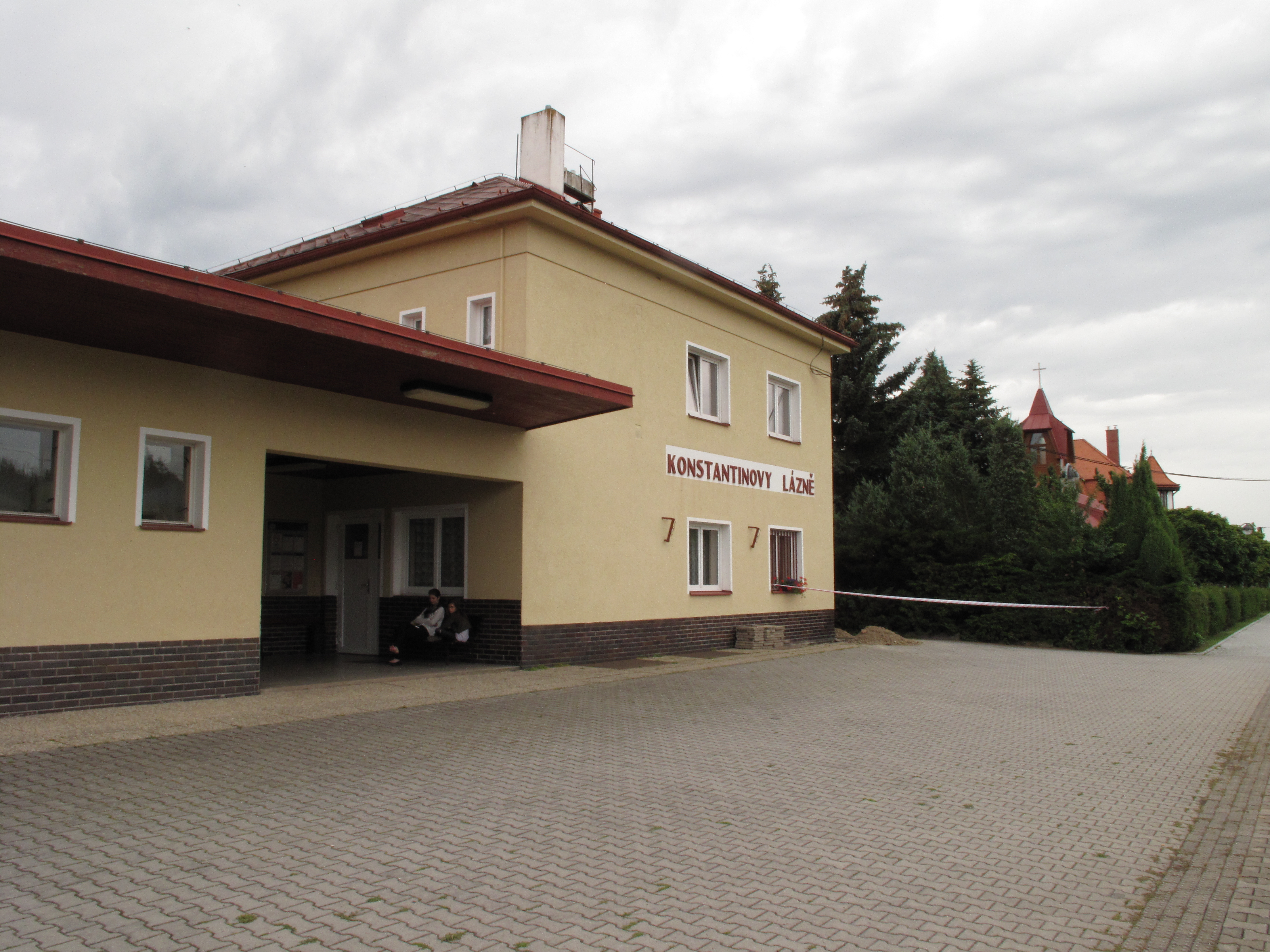
Konstantinovy Lázně
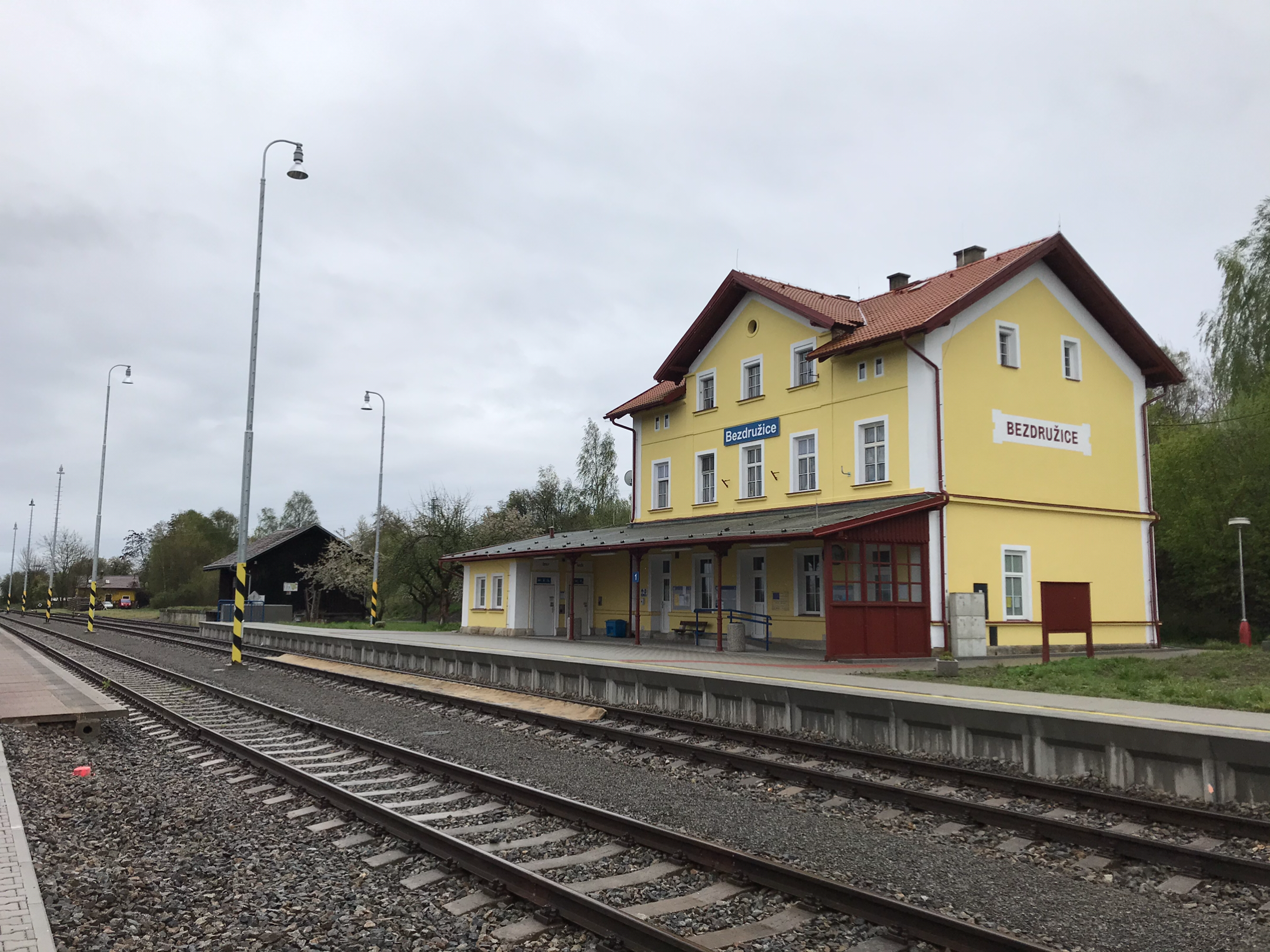
Bezdružice